# Pascal N'Koué
Pascal N'Koué (Boukombé, 29 marzo 1959) è un arcivescovo cattolico beninese, dal 14 giugno 2011 arcivescovo metropolita di Parakou.

## Biografia

### Formazione e ministero sacerdotale
Dopo essere entrato nel seminario, è stato ordinato sacerdote il 26 luglio 1986 dal vescovo Nicolas Okioh.
Dal 1988 al 1990 ha conseguito la licenza in teologia dogmatica a Roma e nel 1990 ha iniziato a prepararsi per il servizio diplomatico presso la Pontificia accademia ecclesiastica, divenendo segretario di nunziatura a Panama.
Nel 1992 ha conseguito la licenza in diritto canonico e nel 1994 il dottorato in teologia dogmatica.

### Ministero episcopale
Il 28 giugno 1997 papa Giovanni Paolo II lo ha nominato vescovo di Natitingou.
Ha ricevuto l'ordinazione episcopale il 21 settembre 1997 dal cardinale Bernardin Gantin, co-consacranti l'arcivescovo titolare di Abari Bruno Musarò e il vescovo di Parakou Nestor Assogba.
All'interno della Conferenza Episcopale del Benin è stato responsabile del clero, dei seminari, della vita consacrata e della pastorale familiare.
Il 14 giugno 2011 papa Benedetto XVI lo ha promosso arcivescovo metropolita di Parakou.
Dal 3 aprile 2019 al 2 aprile 2022 ha ricoperto anche l'ufficio di amministratore apostolico di Djougou.

## Genealogia episcopale e successione apostolica
La genealogia episcopale è:
- Cardinale Scipione Rebiba
- Cardinale Giulio Antonio Santori
- Cardinale Girolamo Bernerio, O.P.
- Arcivescovo Galeazzo Sanvitale
- Cardinale Ludovico Ludovisi
- Cardinale Luigi Caetani
- Cardinale Ulderico Carpegna
- Cardinale Paluzzo Paluzzi Altieri degli Albertoni
- Papa Benedetto XIII
- Papa Benedetto XIV
- Papa Clemente XIII
- Cardinale Marcantonio Colonna
- Cardinale Giacinto Sigismondo Gerdil, B.
- Cardinale Giulio Maria della Somaglia
- Cardinale Carlo Odescalchi, S.I.
- Cardinale Costantino Patrizi Naro
- Cardinale Lucido Maria Parocchi
- Papa Pio X
- Papa Benedetto XV
- Papa Pio XII
- Cardinale Eugène Tisserant
- Cardinale Bernardin Gantin
- Arcivescovo Pascal N'Koué

La successione apostolica è:
- Vescovo Antoine Sabi Bio (2014)
- Vescovo Bernard de Clairvaux Toha Wontacien, O.S.F.S. (2022)